# 是儀
是儀（？—？），本名氏儀，字子羽，北海營陵（今山東昌樂）人，東漢末年政治人物。生於漢桓帝延熹年間，卒於吳大帝赤烏年間。本姓「氏」，因為被北海相孔融打趣「氏」字是「民」字無上，所以改姓「是」。三國時東吳官員。

## 生平
是儀生於漢桓帝延熹年間（158年─167年）。早年曾在本縣營陵縣及本郡北海郡任官，後來避亂江東，依附揚州刺史劉繇。劉繇被孫策打敗後，是儀遷居會稽（今浙江紹興）。孫權接手江東後，徵召是儀，命他專門掌管機密事項，官拜騎都尉。後來呂蒙提出襲取荊州，孙权问是仪，是仪赞同，劝孙权听从。吕蒙偷袭荆州，是仪随军参与，拜忠義校尉。荊州平定後拜裨將軍，封都亭侯，守侍中。黃武年間與將軍劉邵在皖成功誘敵及擊敗魏將曹休，任偏將軍，兼顧尚書事，參議諸官事務，兼領辭頌，並且教導諸子讀書。
黃龍元年（229年），孫權遷都建業（今江蘇南京市），留下太子孫登鎮守武昌，命是儀輔助太子，太子尊敬是儀，有事都先諮詢是儀才實行。後來是儀進封都鄉侯。嘉禾元年（232年），跟隨孫登遷居建業，拜侍中、中執法，繼續參議諸官事務和兼領辭頌。嘉禾三年（234年），蜀漢丞相諸葛亮病逝，孫權派是儀出使蜀漢，鞏固與蜀漢關係；是儀完成任務，後拜尚書僕射。
赤烏五年（242年），孫權先後立太子孫和及魯王孫霸，但孫權寵愛魯王孫霸，待遇似乎和太子一樣，是儀當時領魯王傅，覺得不妥當，多次上書要求孫權有所決定，明確儲君地位。自己領魯王傅時亦盡忠勸諫魯王。
是儀八十一歲時病逝，死前要求節葬。

## 性格特徵
- 是儀為人正直而不畏強權。典校郎呂壹經常檢舉朝中官員，一次呂壹誣告江夏太守刁嘉「謗訕國政」，孫權問百官有沒有聽聞，百官因畏懼呂壹而說有，唯獨是儀說沒有。在孫權多番嚴厲質問下，是儀仍然如實說沒有，沒有絲毫動搖。最後孫權相信是儀，刁嘉亦得以清白。是儀為官數十年來從未有過失，即使是呂壹亦從來未檢舉過他，孫權因而感嘆：「使人盡如是儀，當安用科法為？（假使人人都像是儀那樣，又何須法令規管人呢？）」

- 是儀清廉而不治家產，衣食都不是貴重精美的，而且時常救助貧困者，家中又無儲蓄。孫權知道後多次要增加他的俸祿，賜他田地住宅，但是儀每次都辭讓。

## 延伸阅读
[在维基数据编辑]
 《三國志·卷62》，出自陳壽《三國志》